# Bel Ami (paroliere)
Bel Ami, pseudonimo di Anacleto Francini (Marradi, 25 agosto 1887 – Torino, 18 giugno 1961), è stato un giornalista, commediografo e paroliere italiano.

## Biografia
Figlio del possidente Alessandro Francini e di Maria Consolini, ebbe come compagno di studi nelle elementari Dino Campana, nipote del primo maestro di scuola Torquato Campana. Si trasferisce a Firenze nel 1904 per proseguire gli studi all'Istituto Salesiano. Trasferito a Urbino, si laurea in Giurisprudenza nel 1910 ma preferisce dedicarsi al giornalismo collaborando ad alcuni giornali (Il marciapede, L'Ettore Fieramosca di Firenze, il Panaro di Modena e la Gazzetta del Popolo di Torino) e al teatro iniziando a rappresentare i suoi primi lavori umoristici (Il Marciapiede alla ribalta, del 1910, L'Epidemiade o lo Zibaldone e Marradineide, del 1911). Nel 1915 viene richiamato alle armi e combatte durante la prima guerra mondiale dove acquisisce il grado di capitano e in seguito di maggiore, nonché la medaglia d'argento al valor militare. Fatto prigioniero, viene internato dapprima in Austria e poi in Ungheria, liberato soltanto nel 1919.
Dal 1920 riprese a scrivere un'ottantina di lavori teatrali, con lo pseudonimo di Bel Ami, affiancato da Luigi Miaglia con il nome di Ripp, lavorando tra gli altri con Dina Galli, Mistinguett, Isa Bluette, Wanda Osiris, Erminio Macario (che portò al successo scrivendo alcuni soggetti di film celebri) e Totò. Fu anche paroliere di diverse canzoni, tra le quali la celebre Creola.
Muore a Torino nel giugno del 1961 all'età di 73 anni.

## Filmografia

### Soggettista
- Imputato, alzatevi!, regia di Mario Mattoli (1939)
- Lo vedi come sei... lo vedi come sei?, regia di Mario Mattoli (1939)
- Il vagabondo, regia di Carlo Borghesio (1941)

## Teatrografia (parziale)

### Riviste e commedie musicali
- 1925: Valigia delle Indie
- 1928: Madama Follia
- 1928: Il paradiso delle donne
- 1928: Mille e una donna
- 1928: Girotondo
- 1928: Sì, sì, Susette
- Il piccolo divo
- La signora Canapè
- Il grillo del castello
- Femmine di lusso